# Jetty Paerl
Jetty Paerl (27. maj 1921 – 22. august 2013) var en hollandsk sangerinde, som var mest kendt i 50'erne og 60'erne. Hun var gift med den hollandske kunstner Cees Bantzinger.
Under 2. verdenskrig boede hun i London, mens Holland var besat af Tyskland. Her var hun vært på Radio Oranje og blev kendt som Jetje van Radio Oranje.
I 1956 repræsenterede hun Holland i det første Eurovision Song Contest med sangen De vogels van Holland skrevet af Annie M. G. Schmidt og komponeret af Cor Lemaire. Dengang blev showet kun sendt over radioen.